# MArteLive
MArteLive è un festival multidisciplinare italiano di livello nazionale, fondato a Roma nel 2001 da Giuseppe Casa che ne è anche il direttore artistico.

## Storia
Dal 2001 a 2002 le prime due edizioni del Festival si svolgono presso il Classico Village, locale situato nel quartiere Testaccio di Roma nei pressi dell'Università Roma Tre da cui provengono i primi organizzatori del festival con la collaborazione di studenti dell'Accademia delle belle arti di Roma come Graziano Russo e Cinzia Palumbo che offrono il primo contributo per la sua realizzazione. L'evento originariamente è articolato in sette sezioni artistiche e l'ingresso è stato per i primi due anni gratuito.,.
Dal 2003 MArteLive si svolge presso l'Alpheus Club, storico locale situato sempre nel quartiere Testaccio. Nello stesso anno le sezioni artistiche diventano 10 e l'evento diventa a carattere regionale. Gli artisti partecipanti vengono selezionati in locali di Roma e del Lazio. I migliori accedono poi all'evento principale che si svolge ogni anno da fine aprile a metà giugno a Roma..
Dal 2008 è un evento nazionale con il coinvolgimento, oltre Roma, di circa 41 grandi, piccoli e medi centri e città importanti come Napoli, Genova, Milano, Bologna, Cosenza, Parma, Catania e Cagliari. Alla fine dello stesso anno nasce l'etichetta discografica MArteLabel che ha lo scopo di produrre e promuovere i migliori artisti scoperti attraverso il festival. Le prime produzioni riguardano gruppi come Nobraino, Management del dolore post-operatorio, Petramante, This Harmony e Underdog.
Nel 2010 festeggia il decennale di attività per la prima volta con una finale nazionale di tre giorni tenutasi dal 9 all'11 settembre a Roma presso l'Alpheus Club..
Nel 2011 per la prima volta MArteLive cambia formula per far fronte alla crisi economica e organizza una finale nazionale di quattro giorni tenutasi dal 12 al 15 ottobre in collaborazione con 10 live club romani
L'edizione del 2012 non ha avuto luogo per problemi di carattere economico. A partire dal 2013 la manifestazione si tiene con cadenza biennale.
L'edizione del 2014, la prima a cadenza Biennale, si è tenuta dal 23 al 28 settembre in 40 location diverse a Roma e in altre città del Lazio come Frosinone, Civitavecchia, Cassino, Roviano, Tivoli, Carpineto Romano, Tolfa e Contigliano. L'evento principale, con le finali dei contest di MArteLive, si è tenuto negli spazi dell'Ex Mattatoio di Roma dal 23 al 25 settembre.
L'edizione del 2017, si è tenuta dal 5 al 10 dicembre in 60 location diverse a Roma e in altre città del Lazio come Civitavecchia, Carpineto Romano, Tolfa, Priverno, Rieti, Roviano. L'evento principale, con le finali dei contest di MArteLive, si è tenuto al Planet Live Club di Roma il 5 e 6 dicembre.
L'edizione del 2019, si è tenuta dal 3 al 14 dicembre in 60 location diverse a Roma e in altre città del Lazio come Civitavecchia, Latina, Aprilia e i borghi di Roviano, Tolfa, Arsoli, Tuscania, Trevignano Romano, Cerveteri, Ladispoli, Cassino, Proceno, Corvaro, Antrodoco, Manziana. L'evento principale, con le finali dei contest di MArteLive, si è tenuto al Planet Live Club di Roma il 3, 4 e 5 dicembre.
Una delle caratteristiche di MArteLive è il suo carattere multi-disciplinare con 16 sezioni artistiche: musica, pittura, teatro, danza, poesia, scultura, arte circense, foto live, grafica digitale, installazioni, visual art, VJ, DJ, cinema, moda & riciclo, artigianato e fumetto. Ogni sezione artistica è legata ad un concorso realizzato in collaborazione con circa 100 partner ed ogni anno vengono assegnati oltre 150 premi di visibilità e produzione.
Accanto ai giovani emergenti, MArteLive ospita numerosi artisti affermati di fama nazionale ed internazionale. Tra gli artisti ospitati dal 2001 al 2014, si ricordano: Vinicio Capossela, Morgan, Mogwai, Shantel, Fanfarlo, Two Door Cinema Club, Crookers, Gio Evan Gang of Four Roy Paci, Simone Cristicchi, Eugenio Finardi, Mauro Pagani, Clementino, Tre Allegri Ragazzi Morti, Yuppie Flu, Jon Hopkins, Roberto Dell'Era, Marlene Kuntz, Lee "Scratch" Perry, Does It Offend You Yeah, Nobraino, A Toys Orchestra, Marco Conidi, Violent Femmes, Leeroy Thornhill dei Prodigy, Agricantus, 24 Grana, Nouvelle Vague, Petra Magoni, Ferruccio Spinetti, Dente, Nidi d'Arac, Radici nel Cemento, Après La Classe, Bisca e I ratti della Sabina.

## Vincitori[16][17]
Tra i partecipanti si ricordano: i vincitori della sezione musica nel 2011 kuTso, la vincitrice della sezione musica dell'edizione 2006 con il brano L'alba, la cantante Nathalie che nel 2010 ha vinto la quarta edizione di X Factor, il regista, sceneggiatore e produttore Matteo Rovere, vincitore della sezione cinema del 2008 con il cortometraggio Homo Homini Lupus, il regista e sceneggiatore Giuseppe Gagliardi, vincitore della sezione cinema nel 2001 con il cortometraggio Peperoni, lo scrittore e illustratore Rino Alaimo all'ora videomaker vincitore della sezione cinema del 2006 con il corto d'animazione A milioni di chilometri dalla terra, il regista de La paranza dei bambini (film) Claudio Giovannesi, il comico e musicista Valerio Lundini vincitore della sezione letteratura nel 2009, l'attrice Celeste Brancato seconda classificata della sezione teatro del 2008, e la rock band Pennelli di Vermeer, finalista della sezione teatro del 2009.
| Edizione 2019 | Edizione 2019                                        |
| Sezione       | Artista                                              |
| ------------- | ---------------------------------------------------- |
| Musica        | Leonardo Angelucci                                   |
| Teatro        | Emanuele Ingrosso, con "Da piccolo odiavo i bambini" |
| Danza         | Nunzio Perricone                                     |
| Letteratura   | Ludovica Ottaviani                                   |
| Circo         | Nicolò Nardelli                                      |
| Cinema        | "L'attesa" di Angela Bevilaqua                       |
| Videoclip     | "This War" di Cristiano Pedrocco                     |
| Pittura       | Silvia Struglia                                      |
| Fotografia    | Iolanda Di Bonaventura                               |
| Grafica       | Giulia Crivellaro (aka Giulia Crivez)                |
| Illustrazione | Eva Monaco                                           |
| Scultura      | Jia Kun (Phoepe Jia)                                 |
| Videoarte     | Maria Allegretti e Andrei Chinappi                   |
| Street art    | Stefania Marchetto (Stereal)                         |
| Moda          | Alma Rinaldelli                                      |
| Deejay        | Feli Pe Carrera                                      |
| Artigianato   | Valentina Musiu, in arte Valegnameria                |

| Edizione 2017 | Edizione 2017                               |
| Sezione       | Artista                                     |
| ------------- | ------------------------------------------- |
| Musica        | Tangram                                     |
| Teatro        | Rossella Pugliese                           |
| Danza         | Ocram Dance Movement                        |
| Letteratura   | Alessia Natillo                             |
| Circo         | Filippo Brunetti                            |
| Cinema        | Tommaso Pitta con All the Pain in the World |
| Videoclip     | Daniele Peracchia con CLAWS                 |
| Pittura       | Jingge Dong                                 |
| Fotografia    | Olmo Amato                                  |
| Grafica       | Guido Astolfi                               |
| Illustrazione | Gloria Belardinelli                         |
| Scultura      | Alexandra Slava                             |
| Videoarte     | Martina Latini con Brain Shock              |
| Street art    | Riccardo Buonafede                          |
| Moda          | Fabio Porliod                               |
| Artigianato   | Evangeline De Sosa - Delvecollection        |

| Edizione 2014 | Edizione 2014                         |
| Sezione       | Artista                               |
| ------------- | ------------------------------------- |
| Musica        | Daniele Sciolla                       |
| Teatro        | Cortocircuito                         |
| Danza         | Compagnia Bellanda                    |
| Letteratura   | Valerio Callieri                      |
| Circo         | Andrea Corridoni                      |
| Cinema        | 37 gradi 4S di Adriano Valerio        |
| Videoclip     | Millecolori, regia di Mauro Talamonti |
| Pittura       | Lorenzo Fasi                          |
| Fotografia    | PP+C Creative Studio                  |
| Grafica       | Alessandro Ribaldo                    |
| Graffiti      | Studiopolpo                           |
| Moda          | Irene Silvestri                       |
| Artigianato   | Michela Venditti                      |
| Dj            | Claudio “Sdrumità” Mazzarago          |
| Vj            | Marco Tsang                           |

| Edizione 2011         | Edizione 2011                                               |
| Sezione               | Artista                                                     |
| --------------------- | ----------------------------------------------------------- |
| Musica                | Kutso                                                       |
| Teatro                | Industria indipendente                                      |
| Danza                 | Patrizia Proclivi                                           |
| Letteratura           | Danilo Cipollini                                            |
| Circo                 | Tango Zancos                                                |
| Cinema                | Hai in mano il tuo futuro di E. M. Artale                   |
| Videoclip             | She is happy Aedi, regia di Marco Modafferi e Davide Marchi |
| Pittura               | Madame Decadent                                             |
| Fotografia            | Matteo Suffritti                                            |
| Fumetto               | Enrico Carnevale                                            |
| Illustrazione         | Alessandra Liberato                                         |
| Graffiti              | Nedo - Smec                                                 |
| Moda&Riciclo          | Maison Ròde - Barbara D'Altoè                               |
| Artigianato Artistico | Livia tedeschi                                              |
| Dj                    | Luca Pizzuti                                                |

| Edizione 2010         | Edizione 2010                                                 |
| Sezione               | Artista                                                       |
| --------------------- | ------------------------------------------------------------- |
| Musica                | Sula Ventrebianco                                             |
| Teatro                | Giada Prandi                                                  |
| Danza                 | Gravy Dance                                                   |
| Letteratura           | Luca Vecchi                                                   |
| Circo                 | Hiram Meza                                                    |
| Cinema                | Hai in mano il tuo futuro di E. M. Artale                     |
| Videoclip             | Ritratto di famiglia di Giulia Anania, regia di Lidia Ravviso |
| Pittura               | Luca Morici                                                   |
| Fotografia            | Carmine Arrivo                                                |
| Fumetto               | Sabrina Ariganello e Alessia Pastorello                       |
| Moda&Riciclo          | Ugo Masini                                                    |
| Artigianato Artistico | Jacopo Mandich                                                |
| Dj                    | Hackage                                                       |

| Edizione 2009 | Edizione 2009                                                                        |
| Sezione       | Artista                                                                              |
| ------------- | ------------------------------------------------------------------------------------ |
| Musica        | Soul Drivers                                                                         |
| Teatro        | Chiara Tomarelli                                                                     |
| Danza         | La Nonna Danza                                                                       |
| Letteratura   | Valerio Lundini                                                                      |
| Circo         | Takiti                                                                               |
| Cinema        | Ultima spiaggia di Marco Danieli                                                     |
| Videoclip     | La resistenza - La storia del perdente, regia di Marcello Saurino e Michele Salvezza |
| Pittura       | Alessio Fralleone                                                                    |
| Fotografia    | Marco Di Gioia                                                                       |
| Fumetto       | Simona Di Gianfelice                                                                 |
| Grafica       | Marco Biagioni                                                                       |
| Graffiti      | Zampetta                                                                             |
| Moda&Riciclo  | Ugo Masini                                                                           |
| Dj            | Iamba Sound                                                                          |

| Edizione 2008 | Edizione 2008                                  |
| Sezione       | Artista                                        |
| ------------- | ---------------------------------------------- |
| Musica        | Freak out!                                     |
| Teatro        | Compagnia ITermini                             |
| Danza         | Teatro Instabile di Aosta                      |
| Letteratura   | Veronica Tinnirello                            |
| Circo         | I Nipoti di Bernardone                         |
| Cinema        | Pierluigi Ferrandini                           |
| Videoclip     | White - Showroomdummies, regia di Andrea Falbo |
| Pittura       | Marjan Fahimi                                  |
| Fotografia    | Matteo Sainato                                 |
| Fumetto       | Francesco Di Pietro                            |
| Grafica       | Alessia Mastriforti                            |
| Graffiti      | Zampetta                                       |
| Moda&Riciclo  | Wanda D'Onofrio                                |

| Edizione 2007 | Edizione 2007                        |
| Sezione       | Artista                              |
| ------------- | ------------------------------------ |
| Musica        | Underdog                             |
| Teatro        | Tutto precario di Noemi Serracini    |
| Danza         | Teatro Instabile di Aosta            |
| Letteratura   | Angelo Elle                          |
| Circo         | Bank                                 |
| Cinema        | "Homo Homini Lupus" di Matteo Rovere |
| Pittura       | Fabio Mingarelli                     |
| Fotografia    | Daniele Macaluso                     |
| Fumetto       | Valentina Crisante                   |
| Grafica       | Francesco Stefanini                  |

| Edizione 2006 | Edizione 2006                                        |
| Sezione       | Artista                                              |
| ------------- | ---------------------------------------------------- |
| Musica        | Nathalie                                             |
| Teatro        | Compagnia "Il Branco"                                |
| Danza         | Teatro Instabile di Aosta                            |
| Letteratura   | Alessio Di Martino                                   |
| Circo         | Circo Allant Vers                                    |
| Cinema        | "A milioni di chilometri dalla terra" di Rino Alaimo |
| Pittura       | Chiara Fazi                                          |
| Fotografia    | Fabio Pagani                                         |
| Fumetto       | Antonio De Luca                                      |
| Grafica       | Valerio Spinelli                                     |

| Edizione 2005 | Edizione 2005                                      |
| Sezione       | Artista                                            |
| ------------- | -------------------------------------------------- |
| Musica        | Thrangh                                            |
| Teatro        | Compagnia Circomare                                |
| Danza         | Patrizio Pelosi e la sua Compagnia Metamorphosis   |
| Letteratura   | fahrenhe.it                                        |
| Circo         | Emanuele Marchione (Moon)                          |
| Cinema        | Nadija - the child i never was di Alessandro Guida |
| Pittura       | Alessandro Pierattini- Paolo Garau                 |
| Fotografia    | Fabio Pagani                                       |
| Fumetto       | Antonio De Luca                                    |
| Artigianato   | Bunka: Jasmin, Carla e Lisa                        |
| Videoarte     | Andrea Perazzi                                     |
| Dj            | Claudio Ranieri (DJ)                               |
| Vj            | Giuseppe Pradella                                  |

| Edizione 2004 | Edizione 2004   |
| Sezione       | Artista         |
| ------------- | --------------- |
| Musica        | Sweepers        |
| Teatro        | Valerio Malorni |
| Danza         | ---             |
| Circo         | ---             |
| Letteratura   | ---             |
| Cinema        | ---             |
| Pittura       | Giorgia Marzi   |
| Fotografia    | ---             |
| Fumetto       | Umbino          |
| Dj            | ---             |

| Edizione 2003 | Edizione 2003        |
| Sezione       | Artista              |
| ------------- | -------------------- |
| Musica        | Melon Rouge          |
| Teatro        | Eduardo Ricciardelli |
| Danza         | ---                  |
| Letteratura   | ---                  |
| Circo         | ---                  |
| Cinema        | Claudio Giovannesi   |
| Pittura       | ---                  |
| Dj            | ---                  |

| Edizione 2002 | Edizione 2002 |
| Sezione       | Artista       |
| ------------- | ------------- |
| Musica        | Unnaddarrè    |
| Teatro        | ---           |
| Letteratura   | ---           |
| Danza         | ---           |
| Circo         | ---           |
| Pittura       | ---           |
| Dj            | ---           |

| Edizione 2001 | Edizione 2001                        |
| Sezione       | Artista                              |
| ------------- | ------------------------------------ |
| Musica        | Curandero e Carlostanaut             |
| Teatro        | Coi piedi neri                       |
| Letteratura   | ---                                  |
| Pittura       | Davide Cocozza                       |
| Circo         | ---                                  |
| Letteratura   | ---                                  |
| Cinema        | Peperoni regia di Giuseppe Gagliardi |